# Zemun
Zemun (srpski: Земун, mađarski: Zimony, njemački: Semlin, latinski: Taurunum) je beogradska općina koja zauzima površinu od 15.356 ha, na kojoj živi 168.170 stanovnika.

## O gradu
Pravoslavni svetac zaštitnik općine Zemun je Vaznesenje Gospodnje (hrv. "Uzašašće Gospodinovo") – Spasovdan (koji se slavi 40 dana poslije Uskrsa). 
Kao dan općine slavi se 5. studenog, datum kada je srpska vojska ušla u Zemun u Prvom svjetskom ratu.
Predsjednik općine Zemun je Branislav Prostran.
U općini se nalazi više prigradskih naselja: Zemun Polje, Batajnica, Altina, Mala Pruga, 13. Maj, Nova Galenika.

## Povijest
Nalazeći se na raskrižju važnih puteva, Zemun je doživio mnoge promjene. Različite zajednice živjele su u tom kraju i razvijale svoju kulturu. Mnoga plemena i narodi prolazili su, ratovali i, svjesno i nesvjesno, uništavali kulturnopovijesne spomenike. Međutim, uvijek je nešto ostajalo. Smjenjivanje različitih kultura, od neolitika, preko bakrenog do brončanog i do današnjeg doba, upućuje na složena zbivanja i značajne promjene u razvoju na tom tlu. *
Prvi naziv je bio Taurunum. Najstariji pisani tragovi o današnjem imenu grada datiraju iz XII. stoljeća. Nastao je od slavenske riječi "zemlin" i pretpostavlja se da je ime u vezi sa zemljanim gradom, odnosno sa zemunicama. 
Za razdoblja turskih osvajanja po Europi, Zemun su nekoliko puta pljačkale i napadale turske snage.
Nakon višekratnih pokušaja, Zemun je pod tursku vlast pao 8. srpnja 1521., nakon što je Sulejman Veličanstveni napao grad sa zapada, prethodno zauzevši Mitrovicu, Slankamen i Karlovce. Grad je pao nakon žestoke obrane grada koju su držale postrojbe od 500 šajkaša (sastavljene od Hrvata i Srba), predvođene Hrvatom Markom Skoblićem (vidi bitka za Zemun). 
U ratu s Turcima 1683. – 1699. i mirom u Srijemskim Karlovcima oslobođen je Srijem od Starog Slankamena na Dunavu do ušća Bosuta u Savu, a preostali dio Srijema pobjedom nad Turcima 1716. kod Petrovaradina. Odlaskom Turaka 1717. u Zemunu i Srijemu započeo je novi vijek.
Obnovljena Srijemska županija (sjedište u Vukovaru) potpala je pod vlast Hrvatskog sabora i bana. Dio Srijema s Petrovaradinom, Zemunom i Mitrovicom ušao je u sastav Vojne krajine kao Petrovaradinsko vojno okružje. Obnovljena je i Srijemska biskupija, a 1773. ujedinjena je s biskupijom u Đakovu.
Beogradskim mirom 1739. područje dolazi pod Austriju, a Zemun postaje pogranični grad. Budući da se tim mirom austrijska vojska morala povući iz Beograda, beogradski katolici, mahom trgovci iz Bosne i Dubrovnika su se našli u nezahvalnu položaju, poput kršćanskih podanika u muslimanskoj državi koja je upravo izgubila teritorije od kršćanskog neprijatelja. Stoga su predvođeni franjevcima otišli u obližnji Zemun, da bi izbjegli moguću tursku osvetu. 1745. se osniva Srijemska županija, kojoj je Zemun glavni grad, a koja je upravno pripala Kraljevini Hrvatskoj i Slavoniji. Smirenje stanja na granicama je slijedio priljev novih stanovnika i gospodarski napredak. 1816. doselili su se iz Lazarfelda u Banatu njemački doseljenici u predio koji su poslije nazvali Franztal.
Nakon Hrvatsko-ugarske nagodbe 1868. i ukidanja Vojne krajine, Srijem je 1881. u potpunosti pripojen Hrvatskoj. Hrvatski jezik postao je službeni jezik umjesto njemačkog, mađarskog i latinskog. 
Dne 8. lipnja 1871. grad dobiva status slobodnog carskog grada. Razvitku pogoduje ukidanje Vojne krajine i ulazak u sastav Hrvatske 1881. godine. Izgradnjom pruge 1881-91. Srijem je od Zemuna preko Mitrovice i Vinkovaca povezan sa Zagrebom. Povezivanjem željeznicom, onda iznimno značajnim pronositeljem razvitka, s oživjelom Mitrovicom, Vinkovcima i Zagrebom, gospodarski napredak ulazi i u ove krajeve. Hrvatski jezik 1882. postaje službenim jezikom u gradu. Godine 1895. grad je izravno podređen Zemaljskoj vladi u Zagrebu. Tako je ostalo do Prvog svjetskog rata.
Dne 5. studenoga 1918. postrojbe Kraljevine Srbije ušle su u grad kojeg su napustile austro-ugarske snage. Bio je to kraj dvostoljetne vladavine crno-žute monarhije u Zemunu. Srijemska županija i grad Zemun ušli su u Kraljevinu SHS.
Kraj Prvoga svjetskog rata donio je bitne promjene u Zemunu, koji je izgubio status pograničnoga grada. Počela je nova etapa života i rada. Oduševljenje i nade iznevjerene su nakon atentata u Skupštini 1928. i Šestojanuarske diktature. Jedini prostor gdje su se Hrvati mogli dokazati s obzirom na znanje i obrazovanje, bilo je gospodarstvo. Nakon I. svjetskog rata otvaraju se nove tvornice i ustanove, većinom u vlasništvu hrvatskih gospodarstvenika ili dioničara. Tvornica čokolade (1921), tvornica ljepila (1923), Filipovićeva tvornica ugljične kiseline (1925), tvornica aeroplana i hidroaviona »Zmaj« (1927), tvornica zrakoplova »Ikarus« (osn. 1923, u Zemunu od 1927), nekoliko tvornica tekstila i trikotaže (Sava i Alda 1928), dvije tvornice kože (Derma i Delfina), tvornica strojnog remenja (Hofer i Peller), tvornica obuće Mira. Godine 1927. počeo je rad vojno-civilnog aerodroma pod Bežanijskom kosom. Dana 15. veljače 1928. godine, polijetanjem dvokrilca (»potez 29«) uspostavljena je prva domaća zračna linija Zemun – Zagreb. Uvođenjem dugih linija zračna luka ubrzo postaje centar domaćega zračnog prometa. Radovi su nastavljeni te su do 1931. podignuti hangari i pristanišna zgrada.
U Kraljevini Srba, Hrvata i Slovenaca nekoliko su mu puta promijenili upravni položaj. od 1922. umjesto županije proglašena je Srijemska oblast. Stvaranjem banovina 1929. Srijem je podijeljen u dvije. Drinskoj (Sarajevo) su pripadali kotari Mitrovica, Šid, Vukovar, Vinkovci, Županja, a Dunavskoj (Novi Sad) Ilok, Ruma, Karlovci i Petrovaradin. A sam je Zemun pripojen Beogradu. 
1934. ga se pripojilo Beogradu, ali je to ukinuto padom Jugoslavije i njegovim uključenjem Nezavisnoj Državi Hrvatskoj 1941. Drugi pokušaj pripajanja Beogradu bio je poslije rata. Nakon dvije godine Šid i Mitrovica pripojeni su Dunavskoj banovini. Sporazumom o novoj podjeli na banovine uoči Drugoga svjetskog rada, Ilok i Šid pripao je Hrvatskoj banovini, a ostali dio Srijema Dunavskoj.
Od 1941. do 1945. Zemun je bio najistočniji grad Nezavisne Države Hrvatske, a bio je pod njemačkom kontrolom do 22. listopada 1944. godine, kad ga zauzimaju partizani. U podjeli Jugoslavije 1941. – 44. Srijem je pripao Hrvatskoj. Nakon početka Drugoga svjetskog rata i zračnih napada na Beograd, njemačke jedinice su 12. travnja 1941. ušle u Zemun. Već 13. travnja osnovana je nova, posebna gradska uprava (predsjednik Hans Mozer) jer je Zemun ponovno odvojen od Beograda. Sve do 10. listopada 1941. u Zemunu i okolnim selima (do crte Slankamen-Boljevci) vlast su u tom »njemačkom privrednom području« imali domaći Nijemci, takozvani »Folksdojčeri«, a zatim su je, kada su ti dijelovi Srijema ušli u sastav Nezavisne Države Hrvatske, dijelili s Hrvatima, međutim najvažnije položaje u tijelima uprave (gradonačelnici, kotarski predstavnici i dr.) zadržali su Nijemci, što će uvjetovati stalnu i prikrivenu borbu oko vlasti između Folksdojčera-funkcionara i članova ustaškog pokreta. Stvaranjem druge Jugoslavije i razgraničenjem između Hrvatske i Srbije Srijem je podijeljen između Hrvatske i Vojvodine (u sastavu Republike Srbije). Na kraju 20. stoljeća iseljenjem jednog dijela starosjedilaca Hrvata, u Srijemu se ponovila 1944., kada su iseljeni srijemski Nijemci.
Od ulaska partizana i sovjetske vojske 22. listopada 1944. do kraja rata, najveći broj funkcija vlasti vršila je vojska, odnosno Komanda mjesta s majorom Milanom Žeželjom na čelu. Sudsku i tužilačku funkciju vršila su također vojnosudska tijela. Komanda mjesta mobilizirala je ljude, motorna i zaprežna vozila za potrebe vojske, ali i obavljala druge poslove, u koje su pripadali otkrivanje i uhićenje pa i likvidacija »narodnih neprijatelja«. S koliko revnosti je to rađeno, najbolje svjedoče mnoge nevine žrtve pobijene u listopadu 1944, a zakopane pokraj Dunava u zemunskom keju kod »Hidrobaze« i na Kalvariji. Međutim, to je posebna tema koja zaslužuje poseban rad.
Ubrzo je, usporedo s vojnom, organizirana i civilna vlast, a teritorijalno je Zemun kao samostalni grad pripojen novooformljenoj autonomnoj oblasti Vojvodini, gdje je zemljopisno i pripadao.
Skupština Narodnooslobodilačkog odbora Zemun je na prvu godišnjicu »oslobođenja«, 22. listopada 1945. godine, održala svečanu sjednicu, na kojoj je, među ostalim, ali kao najvažnija, donesena i odluka o izdvajanju Zemuna iz sastava Vojvodine i pripajanja Beogradu. Istovjetnu odluku je toga dana donio i Pokrajinski narodnooslobodilački odbor Vojvodine, pa je tako Zemun, po drugi put u svojoj povijesti, ušao u sastav susjednog Beograda.
Iako je odluka o pripajanju Zemuna prijestolnici bila diktirana »odozgo« i nije bilo moguće izbjeći ju, mnogim Zemuncima ona je teško pala, pa je čak i na sjednici na kojoj je donesena nekoliko odbornika u svojim diskusijama izrazilo bojazan da će Zemun u sastavu Beograda biti zapostavljen, da će se od samostalnoga grada srozati na običan rajon Beograda i izgubiti samoupravu, da će zaostati u razvoju i sl. Sve to se vrlo brzo pokazalo točnim, ali novi naraštaji, osobito kolonista – došljaka, koji su preplavili Zemun, mislili su drugačije.
Izborom Slobodana Miloševića i njegovim dovođenjem na političku scenu 1986. nakon Ušća i Gazimestana, iseljavanje Hrvata iz Zemuna dobiva zamah. Početkom rata 1991. i pohodom JNA sa srpskim dobrovoljcima na Vukovar, Osijek i druge krajeve Hrvatske međunacionalni odnosi padaju na najnižu razinu. Ne poštuju se ne samo zakonske nego ni temeljne ljudske norme ponašanja. Sve ono o čemu su mnogi ljudi s ovih prostora vjekovima maštali o suživotu i panslavizmu, za nekoliko se godina rasplinulo kao mjehur od sapunice.
Više od 80 godina ne prestaje iseljavanje Hrvata iz Zemuna iz raznih razloga. God. 1921. Zemun je imao oko 20 000 žitelja – oko 70 % bili su Hrvati. Danas Zemun ima više od 200 000 žitelja, a procjenjuje se da Hrvata ima samo oko 5 %. Iseljavanju Hrvata je uz političke pritiske pogodovalo ciljano ekonomsko slabljenje, kulturno izoliranje i zapostavljanje. Nakon Drugoga svjetskog rata svi gospodarski i kulturni objekti koje su Hrvati stoljećima podizali u Zemunu oduzeti su i postali su "narodna svojina". primjer gradske Bolnice ili Bolnice sestara milosrdnica, koje su sestre podigle za građane Zemuna, a koja im je oduzeta. Zatim Katolički dom, u kojem su radila kulturno-umjetnička društva, npr. Tomislav. Zatim Hrvatski sokolski dom, Hrvatska štedionica, tvornice. Oduzimanjem tih i drugih institucija intenzivirano je iseljavanje Hrvata iz Zemuna, onemogućena egzistencija i njihov opstanak. Velikosrpski uspon 1980-ih i ratni pohodi 1990-ih bili su novo zlo. Mnogi su Hrvati ostali bez svojih kuća, stanova, posla, otpremnina, dionica, s minimalnim mirovinama. Danas Hrvati u Zemunu nemaju svojih škola, ustanova, svojih medijskih emisija, svojih predstavnika u lokalnoj i državnoj vlasti. Tek 2003. je registrirana Zajednica Hrvata Zemuna. Knjižnica i čitaonica, koja nosi naziv »Ilija Okrugić«, obnovljena je uz pomoć članstva, Vlade RH i župnika te svečano otvorena u lipnju 2004. Zemunsko groblje ima nekoliko cjelina od kojih je jedna i Židovsko groblje.
Godine 2003. od dijela općine Zemun osnovana je Općina Surčin.

## Stanovništvo
- 1921.:  18.528 (70 % Hrvati)[6]
- 1931.:  28.083
- 1953.:  44.110
- 1961.:  72.956 (blizu 10.000 Hrvata, odnosno 13 %)[7]
- 1971.:  95.142
- 1981.: 116.826 (11.000 Hrvata i 55.000 Jugoslavena, od kojih veliki broj Hrvata)[5]
- 2002.: 116.486 (manje od 2000 Hrvata, odnosno 1,27 %)[7]
- 2004.: 200.000 (5 % Hrvati)[6] (2000 Hrvata i oko 3000 za koje se procjenjuje da se izjašnjavaju kao Jugoslaveni)[5]

Hrvati su nekad bili značajnom nacionalnom zajednicom u Zemunu. Svojevremeno je imao četiri hrvatska nogometna kluba (HŠK Građanski, HŠK Zemun, HŠK Dunav i HŠK Hajduk), brojna kulturno-umjetnička društva hrvatskog predznaka, Hrvatsku čitaonicu, organizaciju Hrvatski sokol, a od gospodarskih se isticala Hrvatska štedionica. Brojni su Hrvati ostavili tragove u Zemunu koji se ne daju izbrisati, a dokazom su hrvatske baštine u tom gradu. Ističu se Adam Filipović, Franja Jenč, Franja Katinčić, Stjepan Katinčić, Josip Kraus i ostali. Zgrade koje su u Zemunu sagradili Hrvati su bolnica Sestara milosrdnica, zgrada Električne centrale, Djevojačka osnovna škola, Opća javna bolnica, zgrada Vodne zajednice, Zemunska pošta, zgrada Željezničke škole te brojne druge.
Iseljavanje Hrvata iz Zemuna je krenulo za vrijeme Jugoslavije. Pripajanjem Beogradu, proces se ubrzao. Dolaskom na vlast  Slobodana Miloševića, 1986. godine, iseljavanja dobivaju novi zamah, a za srbijanske agresije na Hrvatsku, uvjeti za život su postali nepodnošljivi mjesnim Hrvatima.
U razdoblju od od 26. do 30. listopada 1992. godine, rimokatoličku župu Zemun je napustilo 1200 osoba, mahom Hrvata.
Kao kruna svega Zemun je postao poligonom za srbijanske radikale, nakon njihove pobjede na mjesnim izborima 1996. godine i osvajanja vlasti. Haaški optuženik Vojislav Šešelj u to vrijeme bio je gradonačelnik Zemuna.
| Narod                 | Broj    |
| Srbi                  | 147.810 |
| Albanci               | 165     |
| Bošnjaci              | 170     |
| Bugari                | 81      |
| Bunjevci              | 19      |
| Vlasi                 | 26      |
| Goranci               | 383     |
| Jugoslaveni           | 995     |
| Mađari                | 205     |
| Makedonci             | 557     |
| Muslimani             | 496     |
| Nijemci               | 98      |
| Romi                  | 5559    |
| Rumunji               | 64      |
| Rusi                  | 107     |
| Rusini                | 38      |
| Slovaci               | 170     |
| Slovenci              | 156     |
| Ukrajinci             | 85      |
| Hrvati                | 1411    |
| Crnogorci             | 748     |
| ostali                | 1544    |
| neizjašnjeni          | 4821    |
| regionalna pripadnost | 209     |
| Nepoznato             | 2213    |

## Šport
- Kajak kanu klub Zemun

Od 1947. održava se Kajakaška regata Zemun.
Prije 2. svj. rata:
- nogomet

| - HŠK Građanski (hrvatski klub) - HŠK Zemun (hrvatski klub) - HŠK Dunav (hrvatski klub) - HŠK Hajduk (hrvatski klub) - DSV Victoria (klub Nijemaca) - SK Liet (klub Nijemaca) | - Šparta - ZAŠK - Vitez |

- FK Zemun
- hazena

## Hrvatske ustanove
Nekadašnje i današnje važnije ustanove u Zemunu, koje su ustanovili ili su bile u vlasništvu Hrvata.
- bolnica Sestara milosrdnica
- Katolički dom
- KUD "Tomislav"
- Zemunska hrvatska štedionica (od 1867.)
- Hrvatsko pjevačko društvo Odjek
- Hrvatsko obrtničko i trgovačko pjevačko društvo Rodoljub
- Hrvatski sokol
- Hrvatsko pjevačko društvo Tomislav (nastao iz Odjeka i Rodobljuba)
- knjižnica i čitaonica "Ilija Okrugić" (od 2004.)
- Zajednica Hrvata Zemuna "Ilija Okrugić" (od 2003.)
- Društvo hrvatske mladeži Zemuna (od 2007.)

## Ostale povijesne ustanove
Ustanovljene između 1882. i 1941.
- Chevra Kadischa – sveto društvo (Heiliger Verein)
- Ćurčijska zadruga grada Zemuna
- Deoničarsko društvo za električna, prometna i industrijska preduzeća u Zemunu
- Dobrovoljno vatrogasno društvo
- Društvo Srpski kasino u Zemunu
- Društvo Svetog Save za potpomaganje siromašnih učenika i učenica
- Evangelističko društvo za njegu siročadi Siloah
- Francusko društvo u Zemunu
- Gospodarsko društvo kao zadruga u Zemunu, marvogojstveni odsjek
- Gradjanska čitaonica
- Hrvatska čitaonica
- Hrvatski Sokol
- Hrvatsko obrtničko i trgovačko pjevačko društvo
- Hrvatsko pjevačko društvo »Odjek«
- Industrijsko i trgovačko deoničarsko društvo Drina
- Israelitische Frauenvereines in Semlin
- Lovačko društvo u Zemunu
- Mađarska čitaonica
- Njemačko gombalačko društvo
- Njemačko pjevačko društvo
- Radničko obrazovno društvo
- Slavenska zajednica u Zemunu
- Srpska ratarska gornjo-varoška crkvena pjevačka zadruga
- Srpska zanatlijska pevačka i prosvetna zadruga u Zemunu
- Srpska zemunska trgovačka omladina
- Srpski soko
- Streljačko društvo
- Učiteljsko društvo za grad Zemun
- Udruženje fijakerista
- Udruženje hrvatskih državnih umirovljenika te udova i siročadi
- Udruženje zemunskih zanatlija u Zemunu
- Vatrogasni i gasilački red
- Zadruga svratištara, gostioničara, krčmara i kavanara za kotar
- Zadruga za potpomaganje siromašnih i vrijednih učenika kr. realne gimnazije
- Zemunski akademski sport klub
- Zemunski akademski športski klub
- Zemunski atletski klub
- Zemunski klub Šparta
- Zemunski srednjoškolski klub Vitez

## Poznate osobe
Poznate osobe vezane uz Zemun, bilo time što su se rodile, ili živile i radile u Zemunu.
- Rudolfo Franjin Magjer, hrv. pisac
- Dora Pfanova, hrv. književnica
- Josip Kulundžić, hrv. pisac i kaz. redatelj
- Petar Šimunić, hrv. povjesničar
- Vilim Korajac, hrv. novelist i satiričar
- Petar Papp, hrv. slikar i autor prvih crtanih filmova u Hrvatskoj
- Nada Tončić, hrv. sopranistica
- Franjo Fugger, hrv. veterinar, voćar, kulturni radnik
- Nikola Fugger, hrv. pravnik i političar
- Stjepan Barić, hrv. političar i publicist, visoki državni dužnosnik
- Franjo Šram, hrv. skladatelj, orguljaš, zborovođa, dirigent i srednjoškolski profesor, znanstveni i prosvjetni djelatnik
- Simeon Baltić, srp. slikar iz Hrvatske
- Adam Filipović
- Aleksandar Badaj
- Mato Ivić
- Branko Živković, starješina Sokolskog društva Zemun, ravnatelj gimnazije u Zemunu, umro 5. 5. 1937. godine

## Vanjske poveznice
- (srp.) Zemun – službene stranice općine  Arhivirana inačica izvorne stranice od 19. studenoga 2016. (Wayback Machine)
- (srp.) Grad Beograd
- Hrvatska revija br. 4/2004. Vlatko Rukavina: Hrvatska strana Zemuna
- Hrvatska riječ Dario Španović: Hrvatski doprinos zemunskom naslijeđu, 29. svibnja 2009.